# Harry Wahl

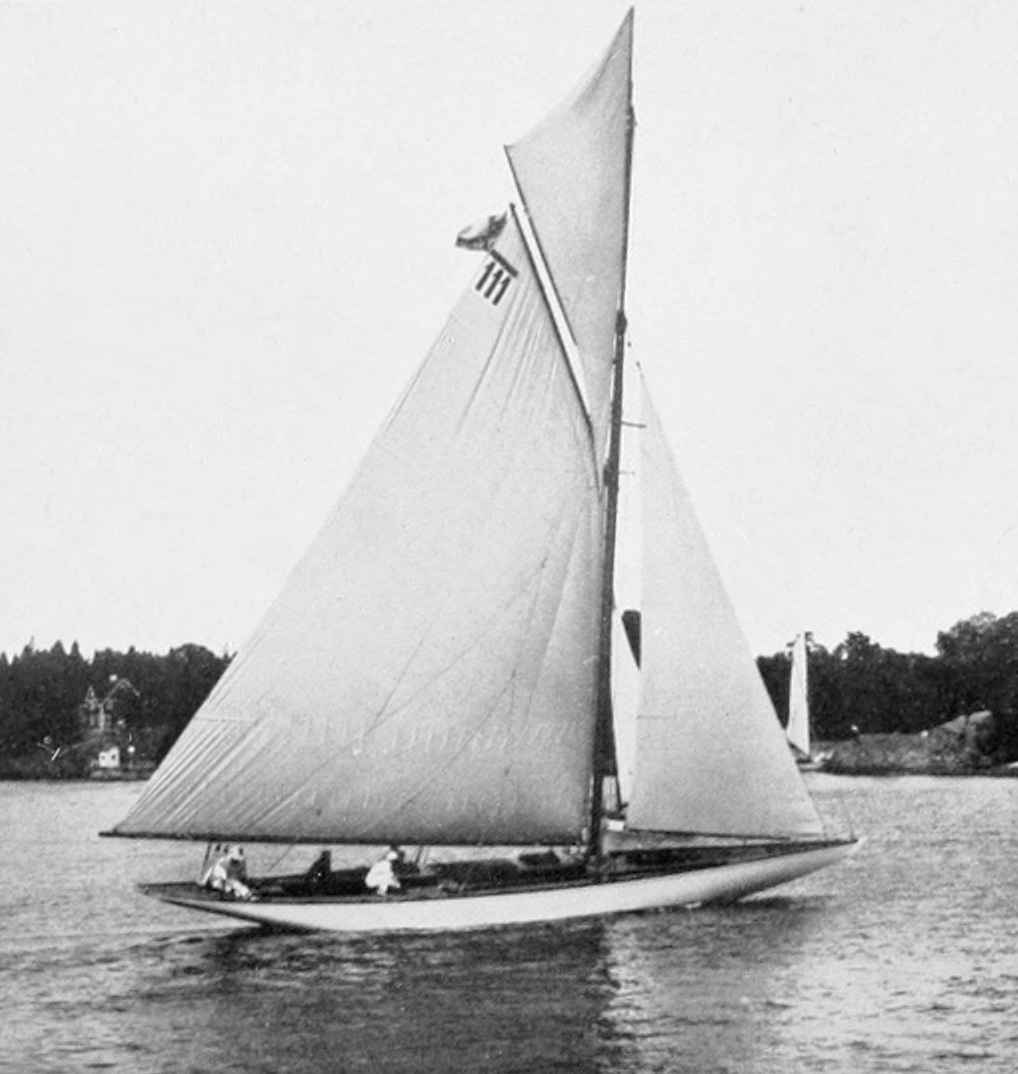
Nina

Harry August Wahl (ur. 17 lipca 1869 w Hamina, zm. 31 lipca 1940 w Wyborgu) – fiński żeglarz, olimpijczyk, zdobywca srebrnego medalu w regatach na Letnich Igrzyskach Olimpijskich w 1912 roku w Sztokholmie.
Na Letnich Igrzyskach Olimpijskich 1912 zdobył srebro w żeglarskiej klasie 10 metrów. Załogę jachtu Nina tworzyli również Erik Lindh, Waldemar Björkstén, Jacob Björnström, Bror Brenner, Allan Franck i Aarne Pekkalainen.